# Look for the Silver Lining
Look for the Silver Lining (bra Crepúsculo de uma Glória) é um filme estadunidense de 1949, do gênero biográfico-musical, dirigido por David Butler, com roteiro baseado na vida e carreira da cantora e dançarina da Broadway Marilyn Miller.
É estrelado por June Haver e Ray Bolger.

## Sinopse
Cinebiografia musical da antiga estrela da Broadway Marilyn Miller.

## Produção
Antes de June Haver, os produtores de Look for the Silver Lining queriam Ginger Rogers ou Joan Leslie para interpretar Marilyn Miller. Segundo um comunicado de imprensa da época Irving Rapper havia sido escolhido para dirigir o filme. Em 1949, Alice Donahue, a viúva do dançarino Jack Donahue, que morreu aos 38 anos em 1930, processou a Warner Bros. em US$ 350 000, alegando que o estúdio havia violado seu direito à privacidade, retratando Donahue sem a sua permissão. Alice Donahue perdeu a ação judicial. Ray Heindorf foi nomeado para um Oscar de melhor trilha sonora.

## Elenco
- June Haver ... Marilyn Miller
- Ray Bolger ... Jack Donahue
- Gordon MacRae ... Frank Carter
- Charles Ruggles ... Caro "Pop" Miller
- Rosemary DeCamp ... Mama Miller
- Lee and Lyn Wilde ... Claire e Ruth Miller
- Dick Simmons ... Henry Doran
- S.Z. Sakall ... Shendorf
- Walter Catlett ... Ele mesmo
- George Zoritch
- Will Rogers, Jr. ... Will Rogers